# 伊万·舒尼奇
伊万·舒尼奇（1996年10月9日—）是一名克羅地亞足球運動員，司職防守中場，現效力於塞浦路斯甲組足球聯賽球會帕福斯。

## 球會生涯
舒尼奇生於波斯尼亚和黑塞哥维那泽尼察，在2013/14賽季代表萨格勒布迪纳摩首次在聯業聯賽上場。

### 薩格勒布火車頭
未能在一隊獲得更多上場機會後，他在2016年2月10日轉投薩格勒布火車頭。5月13日，他打進職業生涯首顆進球，使球隊以2-0擊敗國際扎普雷希奇。2017/18賽季，他被委任為球隊隊長，並在2017年9月15日對施巴利亚的比賽在完場前打進致勝球，使球隊以1-0小勝。2018年2月12日，他重回萨格勒布迪纳摩並簽約至2023年6月15日，同時繼續以租借身份效力薩格勒布火車頭至季末。

### 萨格勒布迪纳摩
2018/19賽季他回到萨格勒布迪纳摩，並在各項賽事上場41次，其中8次是欧足联欧洲联赛比賽，他在2018年9月20日以4-1大勝費倫巴治的賽事取得進球，及在2019年3月7日十六強比賽對本菲卡首回合的賽事先發上場，球隊最後以1-0領先。次回合的比賽他被停賽而只能席上觀戰，而球隊亦落敗出局。他在聯賽共上場30次，而球隊亦成功奪得聯賽冠軍。舒尼奇在克羅地亞盃半決賽對奥西耶克的比賽在完場前取得入球，使球隊以2-0鎖定勝局進入決賽。在決賽他先發上場，可是球隊以3-1輸給里耶卡。

### 伯明翰城
2019年7月26日，他與英冠球會伯明翰簽約五年加盟，據報導轉會費約700萬歐元。2019年8月3日球季揭幕日對布伦特福德，他先發上場並以1-0取勝。10月他在對德比郡比賽取得進球使球隊追平，這球最後當選為該月最佳入球，縱使如此，此球無助改變球隊在該比賽最終輸球的結局。在球隊首個賽季，他在各項賽事上場44次，當中40次為先發上場。

#### 柏林赫塔
2022年7月，他褂外借到德甲球會柏林赫塔整個2022/23賽季。

## 國家隊生涯
舒尼奇入選克羅地亞U17在2013年國際足協U-17世界盃的參賽名單，並在三場小組賽比賽上場。
2017年5月，他首次獲克羅地亞徵召參加友誼賽對墨西哥的賽事，並踢了全場90分鐘。比賽中克羅地亞陣容中大多是年輕，首次為國上場的球員，並在比賽後期更以10人應戰，最終仍以2-1克敵取勝。
2019年歐洲U-21足球錦標賽，他代表克羅地亞U21以隊長身份在三場小組比賽上場。

## 榮譽
萨格勒布迪纳摩
- 克罗地亚足球甲级联赛：2013–14、2018–19